# Legorreta
Legorreta är en kommun i Spanien. Den ligger i Gipuzkoaprovinsen i den autonoma regionen Baskien i norra delen av landet, 300 km norr om huvudstaden Madrid. Antalet invånare är 1 449 (2024).